# Guadalupa

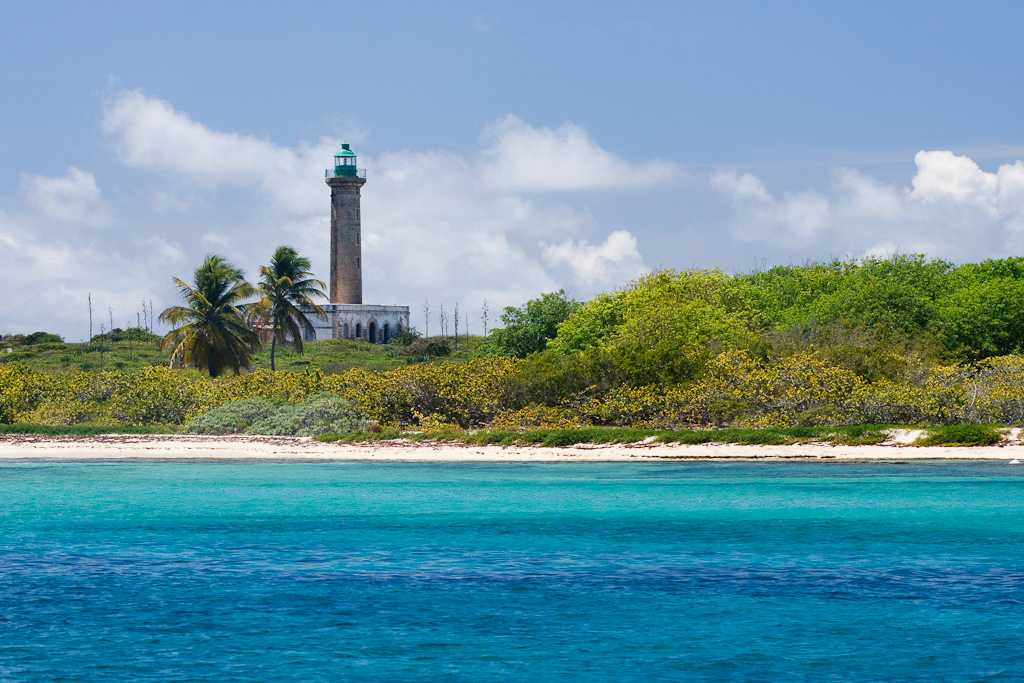
Petite-Terre

La Guadalupa (AFI: /ɡwadaˈlupa/; in francese Guadeloupe) è un arcipelago delle Antille francesi che, con altre piccole isole vicine, costituisce per l'amministrazione francese, un Dipartimento d'oltremare dal 1946 e una Regione d'oltremare dal 1983.
Sono inclusi nella regione 2 arrondissement, 40 cantoni e 32 comuni. L'arcipelago ha come TLD i domini .gp, .fr ed .eu.

## Geografia fisica

### Territorio

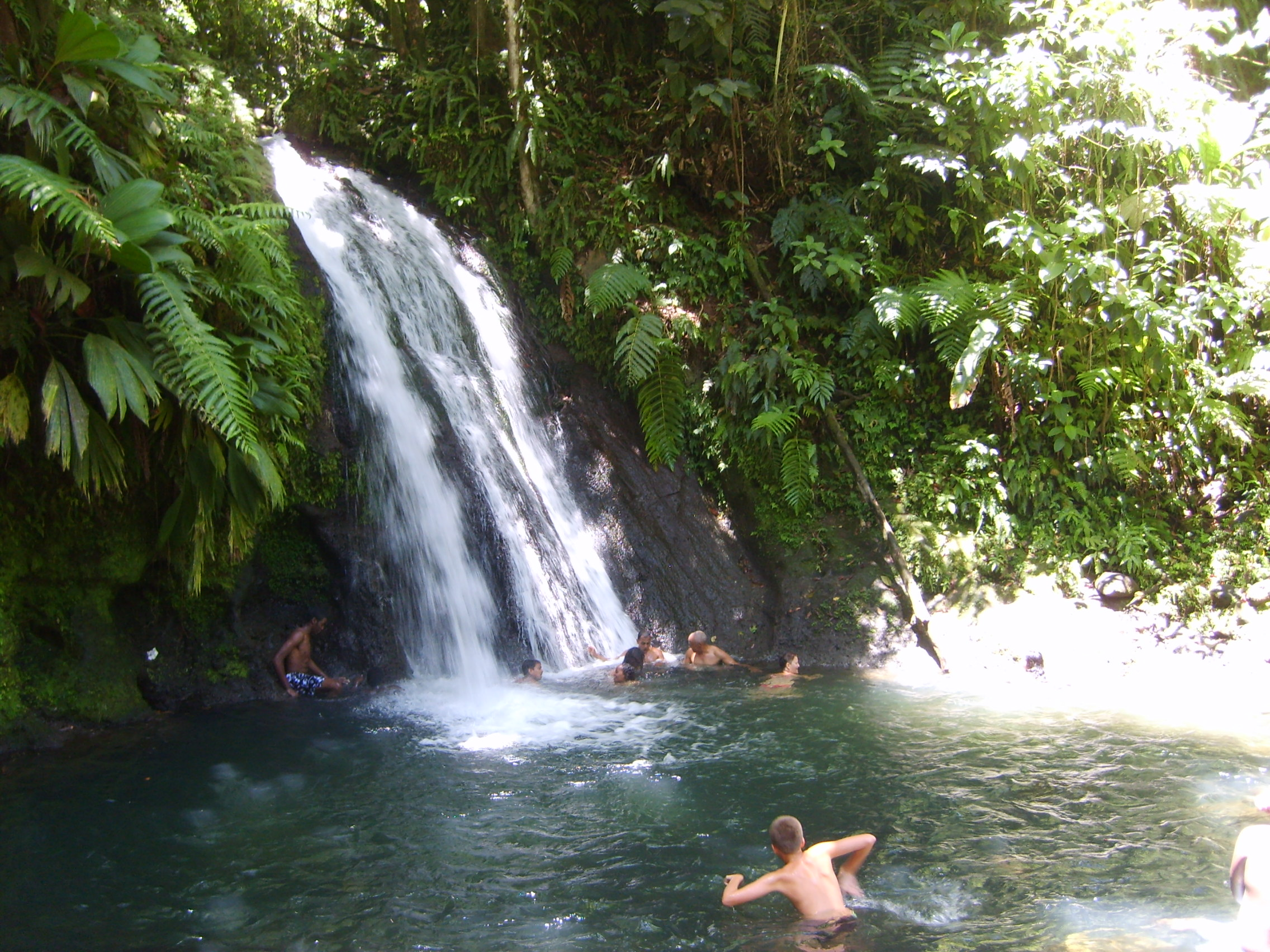
Cascade aux Ecrevisses

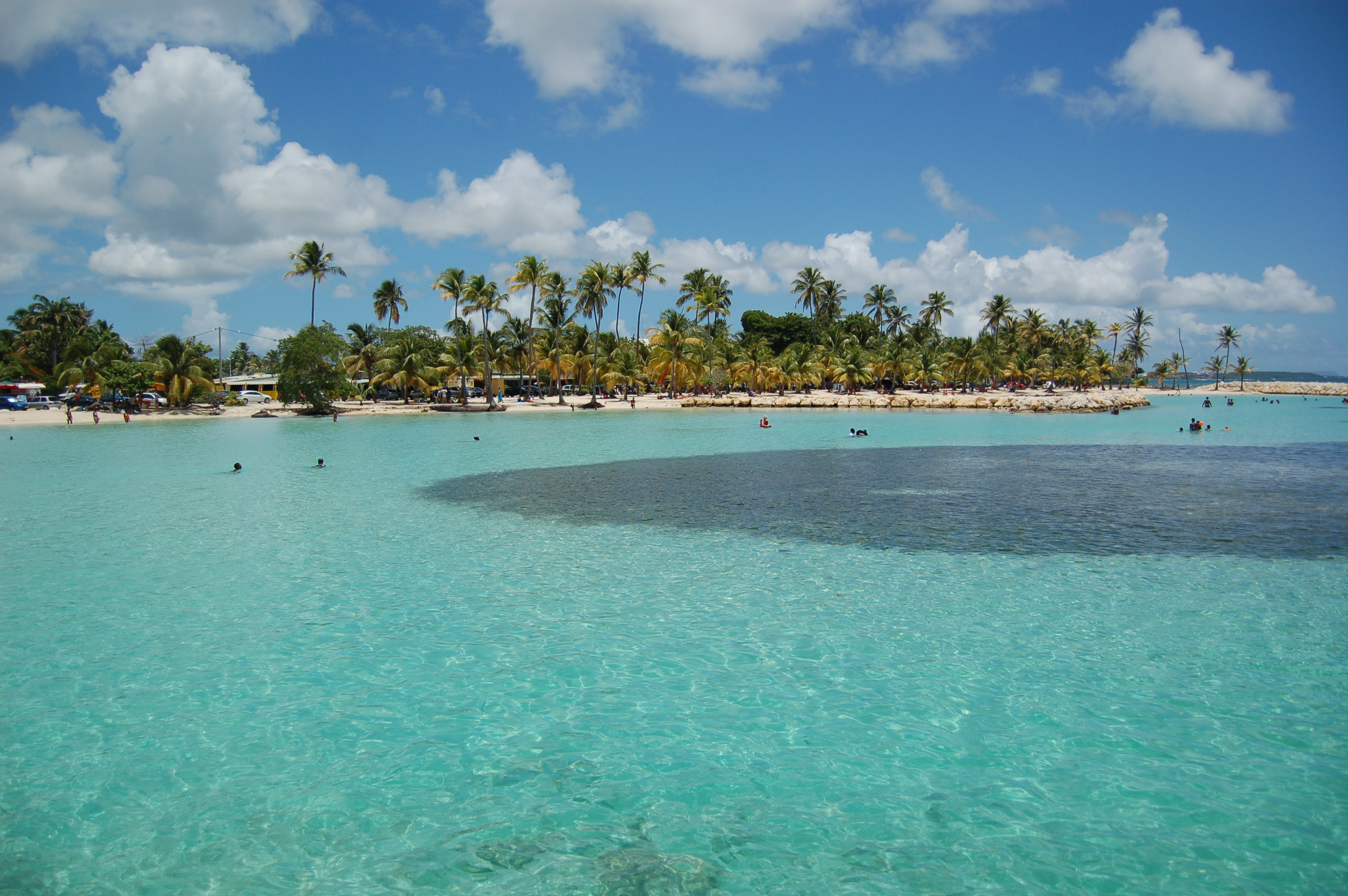
Sainte-Anne

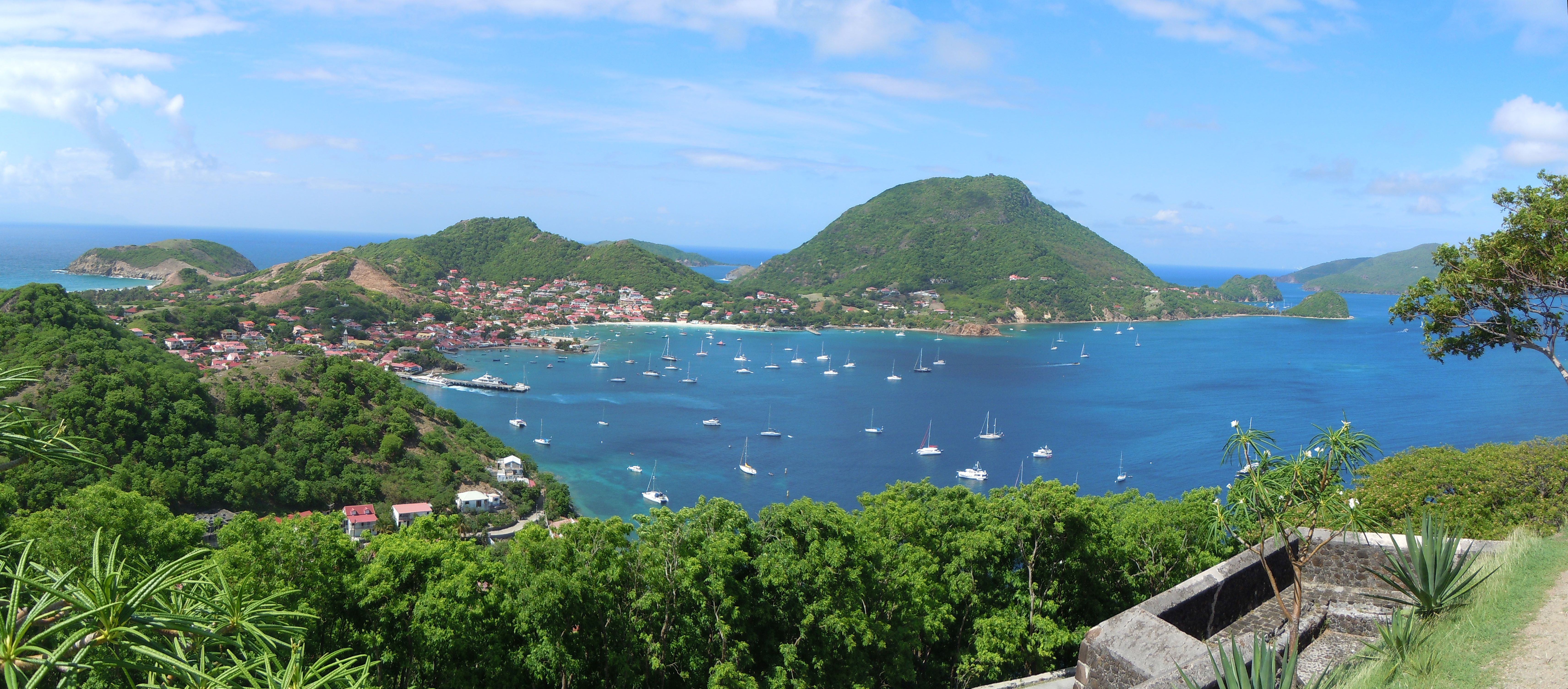
Baie des Saintes

A nord il Passaggio di Guadalupa divide il dipartimento da Montserrat, territorio del Regno Unito, a ovest si affaccia sul Mare Caraibico, a sud si trova l'isola di Dominica e a est si estende l'Oceano Atlantico.
Il dipartimento di Guadalupa è un arcipelago costituito dalle isole di Basse-Terre e Grande-Terre (per un totale di 1 434 km², 384 264 ab.), l'isola di Marie-Galante (158 km²), le Îles des Saintes (13 km²) e La Désirade (23 km²).

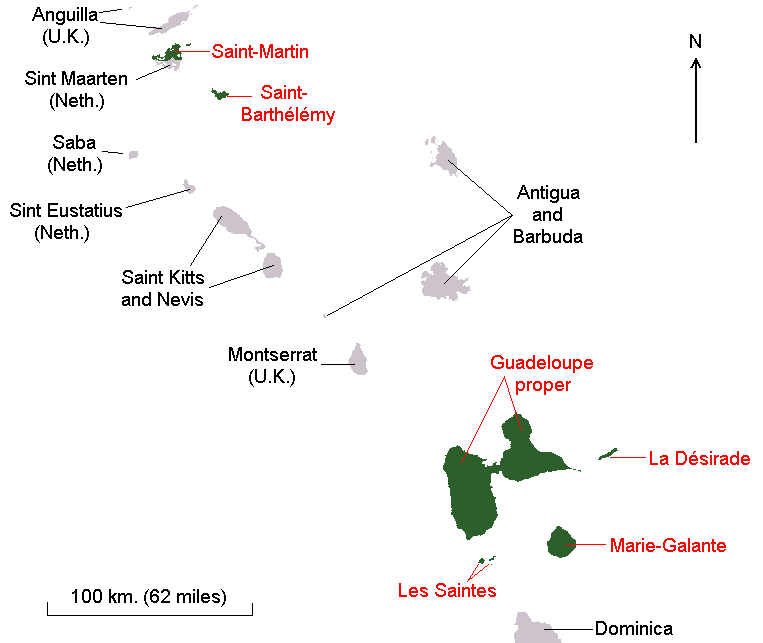
Carta prima del 21 febbraio 2007

Fino al 15 luglio 2007 facevano parte della Guadalupa anche le isole Saint-Barthélemy (21 km²) e la parte settentrionale di Saint Martin (54 km²), la cui parte meridionale fa parte invece del Regno dei Paesi Bassi. Una legge francese del 21 febbraio 2007 ha infatti accordato a questi due territori lo status di collettività d'oltremare rinominandoli Collettività di Saint-Barthélemy e Collettività di Saint-Martin.
Guadalupa è l'isola più estesa delle Piccole Antille, formata in realtà da due isole separate solo da uno stretto canale naturale, la cosiddetta Rivière Salée, un braccio di mare lungo 5 km, largo al massimo 200 m e attraversato da tre ponti stradali.
L'isola occidentale, Basse-Terre (850 km²), è la più montuosa e ha una particolare forma ovale leggermente allungata. Si tratta dell'isola più selvaggia, piuttosto umida e nebbiosa, eccezion fatta per la costa sud-occidentale. Questo è il regno incontrastato della foresta pluviale tropicale, una volta impenetrabile, e delle vaste piantagioni di banani. Basse-Terre è un ammasso vulcanico dominato dal monte Soufrière (1 476 m), la cui vetta corrisponde alla massima elevazione del dipartimento. Lungo le pendici del monte, nella foresta, compaiono una miriade di cascate.
L'isola orientale, Grande-Terre (585 km²), è invece pianeggiante, formata da plateau calcarei carsici. Quest'isola, a differenza di Basse-Terre, presenta assenza di rilievi (se si escludono i Grands-Fonds), mancanza quasi totale di corsi d'acqua (solo qualche palude nella zona occidentale) e ovunque coltivazioni di canna da zucchero dove una volta si trovava la savana. Lungo la costa meridionale si susseguono le spiagge di sabbia fino al promontorio roccioso di Pointe des Châteaux, dove si ammassano gli insediamenti turistici.

### Clima
La temperatura oscilla tra i 18 °C e i 33 °C, con una media annua di 25 °C. Comunque non fa mai troppo caldo perché i venti rinfrescano costantemente l'aria. La stagione secca, più soleggiata, va da dicembre a maggio. I cicloni di fine estate provocano spesso gravi danni a causa della loro violenza. I mesi più piovosi sono settembre, ottobre e novembre, ma i temporali tropicali sono abbastanza brevi. Le precipitazioni annue sono di circa 2 000 mm nell'isola di Grande-Terre e di 3 000 mm nell'isola di Basse-Terre.

### Vegetazione
La vegetazione antillana è molto varia e spettacolare: grazie al clima le piante rimangono verdi durante tutto il corso dell'anno e la fioritura è praticamente continua, soprattutto nella vulcanica Basse-Terre. Oltre all'albero del pane, alle acacie e ai cactus, sono presenti numerose altre specie che producono mango, papaya, guava, cacao, tamarindo, ecc. Tra i fiori più diffusi vi sono le orchidee, le bouganvillee e gli ibischi, che potrebbero essere considerati il simbolo dell'isola. Sulle montagne di Basse-Terre si trovano bambù gigante, alberi di mogano, felci arboree, orchidee epifite selvagge e un incredibile groviglio di liane. Su Grande-Terre vi sono diverse paludi e la costa è orlata di mangrovie.

### Fauna
Ricchissima è la fauna marina, con pesci e crostacei dai colori straordinari, oltre ai coralli. La fauna terrestre è rappresentata da moltissimi tipi di lucertole, da procioni, manguste, aguti e diverse specie di uccelli.

## Fuso orario
Condivide il fuso orario di Santiago del Cile e Manaus, UTC-4.

## Popolazione

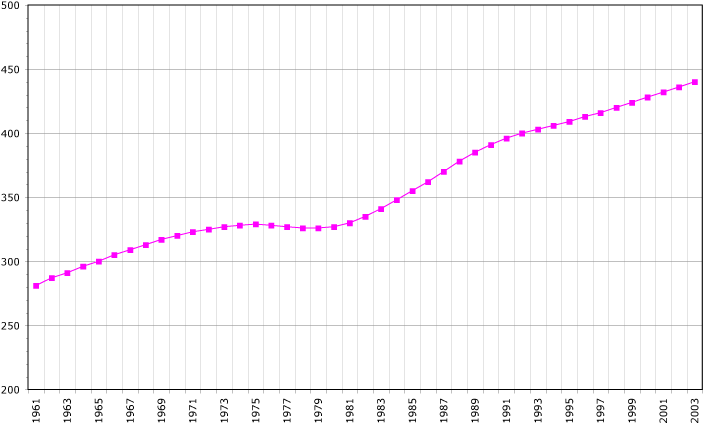
Evoluzione demografica in Guadalupe (1961-2003)

I gruppi etnici principali sono mulatti e neri (72%), asiatici (soprattutto indiani) (14%) e bianchi (7%). La popolazione è un'eredità diretta del periodo coloniale, e vive per il 90% sull'isola principale.
La minoranza di bianchi discende dai coloni europei e sono chiamati blancs-matignon e vivono in gran parte isolati nella zona interna collinare di Grands-Fonds. Métros sono chiamati i francesi metropolitani che occupano in maggioranza i posti di funzionario.
Oltre al francese, lingua ufficiale, si parla la lingua creola delle Antille. La maggioranza degli abitanti è di religione cattolica. Città principali sono il capoluogo Basse-Terre, Pointe-à-Pitre (il centro economico dell'isola) e Les Abymes (la città più popolata).

## Economia
La principale fonte di guadagno per Guadalupa è il turismo, con visitatori provenienti dagli Stati Uniti, Canada e Francia, ma in misura crescente anche da altri paesi dell'Europa occidentale.
Il settore più tradizionale è quello agricolo e la coltura principale è quella della canna da zucchero, nonostante il continuo calo produttivo: agli inizi degli anni settanta questa coltura occupava il 46% della superficie coltivata, mentre a metà degli anni ottanta la percentuale era calata al 35% con una produzione di 42 000 tonnellate annue. Questa recessione ha colpito soprattutto gli stabilimenti più piccoli, molto meno le grandi e potenti società francesi, che possiedono le infrastrutture necessarie alla trasformazione della canna da zucchero e all'esportazione della maggior parte dei prodotti. Notevole importanza rivestono pure le piantagioni di banane, che occupano circa 12 000 salariati, divenute il simbolo della nuova agricoltura del dipartimento e che si trovano principalmente a Basse-Terre. Anche queste sono coltivate in maggioranza, circa per i 2/3, dalle grandi compagnie. Canne da zucchero e banane costituiscono circa l'80% delle esportazioni. Le importazioni riguardano generi alimentari, macchinari e tessuti. La pesca è un'altra importante risorsa.
La moneta ufficiale è l'euro.

## Storia

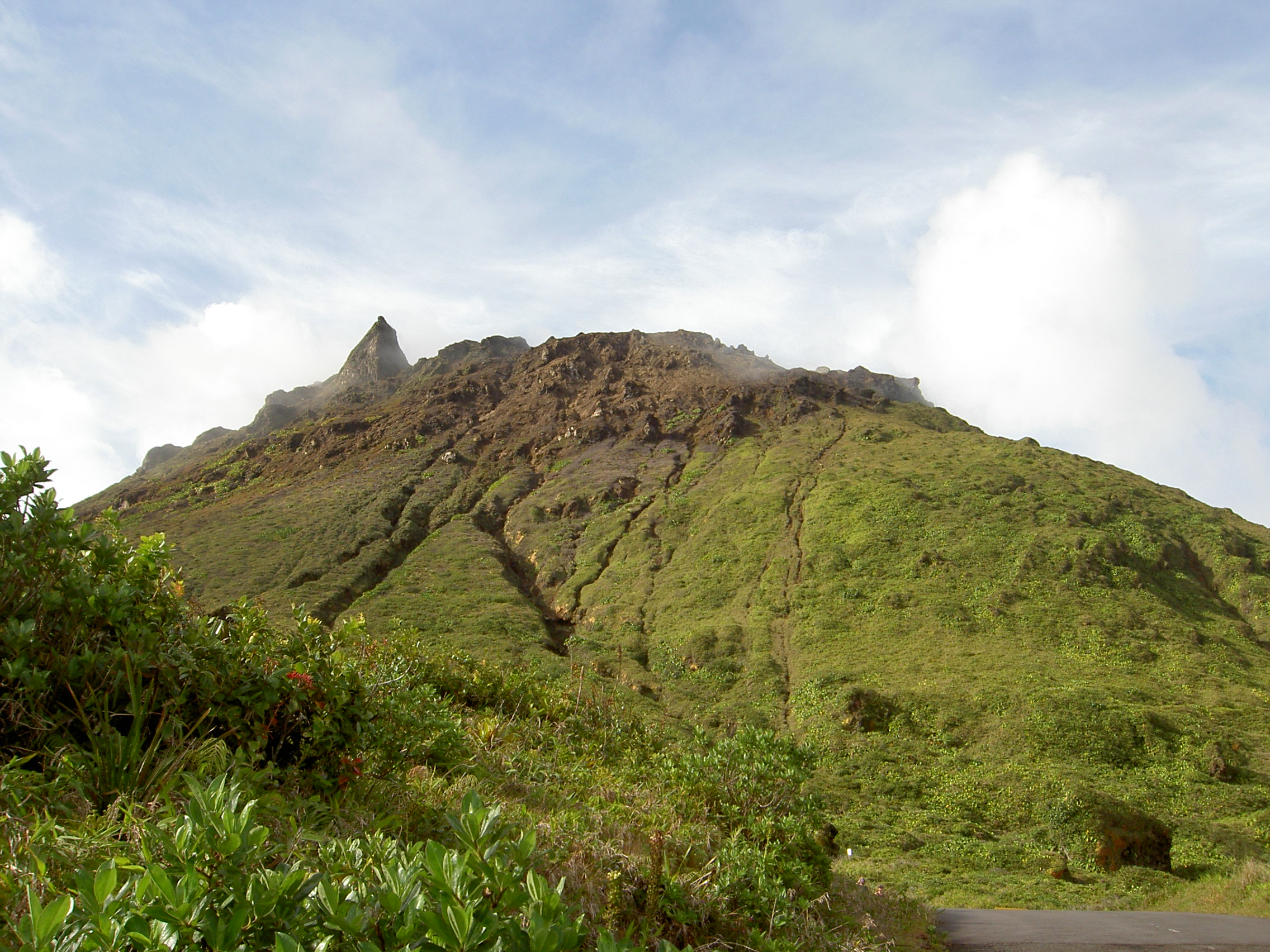
La cima del monte Soufrière (1467 metri), Guadalupa

Karukera ("Isola dalle belle acque") era il nome che circa 2000 anni fa i Caribi avevano assegnato a Guadalupa, quando occuparono l'isola. Essa fu poi raggiunta all'inizio di novembre del 1493 da Cristoforo Colombo, dopo una lunga traversata dell'Oceano Atlantico al termine della quale scoprì La Désirade, Marie-Galante e infine Karukera, cui assegnò il nome di Guadalupa, dal nome del monastero spagnolo Nuestra Señora de Guadalupe, sito nella regione dell'Estremadura.
Sull'isola abitavano i Caribi, appartenenti al gruppo amerindo dell'America meridionale, i quali avevano cacciato la popolazione originaria degli Arawak. Gli spagnoli non si interessarono però dell'arcipelago. Agli inizi del XVII secolo Belain de Esnambuc convinse Armand-Jean du Plessis de Richelieu dell'importanza di creare, sulla falsariga della Compagnia olandese delle Indie occidentali, una società che avrebbe sfruttato le ricchezze di queste isole. Mentre egli si installó nella Martinica, nel 1635 il suo luogotenente de l'Olive e Duplessis d'Ossonville annessero Guadalupa e le isole vicine per ordine della privata "Compagnie des Iles d'Amerique": il 28 giugno del 1635 Guadalupa venne quindi occupata dai francesi e divenne una colonia.
I primi coloni ebbero gravissime difficoltà per la fame e la guerra contro i Caribi, finché la Compagnia decise di mettere in vendita l'arcipelago, di cui divenne proprietario Charles Houël (1650). Fu solamente nel 1674 che Guadalupa divenne una colonia della Corona francese, dipendendo amministrativamente dalla Martinica, un fatto che frenò in parte lo sviluppo ed è stato alla base della rivalità tra le due isole.
Le numerose invasioni inglesi, soprattutto durante la guerra dei sette anni (1756-1763), e la presenza di pirati, che infestavano quei mari, non impedirono la crescita economica, favorita dall'indiscriminato sfruttamento degli schiavi neri rapiti in Africa, richiesti per le molte piantagioni di canna da zucchero e per le nuove piantagioni di cacao.
Dopo un periodo di occupazione inglese e una promessa cessione alla Svezia (Fondo della Guadalupa), le isole tornarono definitivamente in mano francese solo nel 1816. In quella data la tratta e il lavoro degli schiavi (che era stato autorizzato da Napoleone) furono proibiti dal parlamento francese su iniziativa di Victor Schoelcher e gli ex schiavi divennero cittadini francesi.
Nel 1871 Guadalupa venne rappresentata per la prima volta nel parlamento francese con un proprio deputato. Tra la fine del secolo e gli inizi del Novecento anche l'isola ebbe le sue prime organizzazioni di lavoratori e i primi due deputati socialisti: L. e A. Boisneuf.
L'arcipelago non è rimasto estraneo alle due guerre mondiali, che hanno fatto numerose vittime. Guadalupa è divenuta un dipartimento francese nel 1946.

## Sport
La Guadalupa è anche terra originaria di molti sportivi. Il più famoso è senza dubbio il judoka Teddy Riner, pluricampione mondiale e pluricampione olimpico, insieme a Marie-José Pérec, velocista e detentrice di diversi record e  pluricampionessa mondiale e olimpica. Entrambi sono stati gli ultimi tedofori dei giochi olimpici di Parigi 2024. 
Il calcio è abbastanza rilevante: il padre dell'ex giocatore dell'Arsenal Thierry Henry è originario dell'arcipelago; William Gallas ha genitori di Basse-Terre; Alexandre Lacazette è originario della Guadalupa; Lilian Thuram, primatista di presenze con la nazionale francese, è nativo di Pointe-à-Pitre; Les Abymes è la città dei genitori del calciatore Louis Saha. È originario della Guadalupa anche l’ex calciatore del Manchester United Anthony Martial. La Nazionale di calcio della Guadalupa, che recluta giocatori francesi nativi dell'arcipelago, ha raggiunto la semifinale nella CONCACAF Gold Cup 2007.

## Ordinamento
La Guadalupa è un Département d'Outre-Mer della Repubblica francese, diviso in due circondari, con capoluogo Basse-Terre. L'arcipelago è governato da un prefetto, assistito da due sottoprefetti e due segretari generali. Internamente è governato da un Conseil Régional composto da 41 membri eletti, e da un Conseil Général di 36 componenti.
Il dipartimento è rappresentato al parlamento francese da 2 senatori, 3 deputati e 2 membri del consiglio economico e sociale. La moneta ufficiale in circolazione è l'euro (EUR), diviso in 100 centesimi (come nel resto dei paesi aderenti all'Eurozona).
La Guadalupa è divisa in 32 comuni.

## Comunicazioni
La rete stradale si sviluppa per circa 2000 km. Il porto principale si trova a Pointe-à-Pitre. A Raizet, una località non lontana da Pointe-à-Pitre, si trova l'aeroporto Internazionale di Pointe-à-Pitre.

## Cucina
È principalmente basata sulla cucina creola e cucina tipica della Francia.